# جامعة فالي
جامعة فالي (بالإنجليزية: University of Valle) هي جامعة عامة، وبحثية ومشتركة ومختلطة، مقرها في مدينة كالي، ديل كاوكا، كولومبيا. وهي أكبر مؤسسة للتعليم العالي من حيث عدد الطلاب في جنوب غرب البلاد، والثالثة في كولومبيا، حيث يدرس فيها أكثر من 30,000 طالب. أنشئت الجامعة بموجب المرسوم رقم 12 لعام 1945، من قبل مجلس القسم باعتبارها جامعة فالي ديل كوكا الصناعية ( (بالإسبانية: Universidad Industrial del Valle del Cauca)، بقيادة توليو راميريز روخاس وسيفيرو رييس جامبوا.
للجامعة حرمان جامعيان في كالي. وهو الحرم الرئيسي، والمعروف باسم جامعة مدينة ميلينديز، يقع في الحي الجنوبي لميلندز ويحوي كليات الهندسة والعلوم الإنسانية والفنون المتكاملة والعلوم والعلوم الاجتماعية والاقتصادية، وكذلك معاهد التربية والتعليم وعلم النفس. الحرم الثاني: يقع في حي سان فرناندو، ويحوي كليات العلوم الإدارية والصحة. وتمتلك الجامعة أيضا العديد من الحرم الفرعية في جميع أنحاء المنطقة، في مدن بوينافينتورا، بوغا، قرطاج، بالميرا، تولوا، يومبو، وسارسال، وحرم جامعي واحد في الجوار قسم كاوكا في مدينة سانتاندر دي كيليتشاو. تقدم الجامعة التعليم على المستويات التكنولوجية والجامعية والدراسات العليا، مع 258 برنامجًا أكاديميًا، بما في ذلك 65 تخصصًا طبياً وماجستيرًا و8 برامج دكتوراه. كما تحوي مركزًا للأبحاث المتميزة وستة مراكز بحث وثلاثة معاهد بحث و204 مجموعة بحثية.
الجامعة عضو في العديد من المنظمات الجامعية بما في ذلك رابطة الجامعات الكولومبية،  الرابطة الأيبيرية الأمريكية لجامعات الدراسات العليا،  وشبكة جامعة الجامعة الأيبيرية الأمريكية. تشكل جامعات فالي والوطنية وأنتيوكيا ما يُعرف باسم المثلث الذهبي للتعليم العالي في كولومبيا،  كونها من بين أكثر الجامعات انتقائية وتنافسية في البلاد. إذ هي واحدة من 15 جامعة في البلاد حصلت على اعتماد مؤسسي عالي الجودة من قبل وزارة التعليم، من خلال القرار 2020 المؤرخ 3 يونيو 2005. وكان الاعتماد لمدة ثماني سنوات، مما يجعل الجامعة واحدة من جامعات قليلة نالت هذا الاعتماد لمثل هذه المدة. تعتبر الجامعة مدرسة رائدة في البلاد  وعادة ما تتفوق في برامج الصحة والهندسة.

مخطط جامعة فالي التنظيمي

| المنشورات                                 | 2009     | 2010     | 2011               | 2012     |
| ----------------------------------------- | -------- | -------- | ------------------ | -------- |
| تصنيف كيو إس لجامعات العالم [A]           |          |          | 601+ (5)           | 601+ (5) |
| تصنيف كيو اس لجامعات أمريكا اللاتينية [A] |          |          | 54 (5)             | 44 (5)   |
| تصنيف مواقع الويب لجامعات العالم [A] [B]  |          |          | 955 (5) / 1049 (4) | 839 (4)  |
| تصنيف الجامعات من الأداء الأكاديمي [A]    |          | 1253 (4) |                    |          |
| تصنيف مؤسسات سكالم [A]                    | 1626 (3) | 1835 (4) | 1778 (4)           |          |
| ترتيب يو إس كولومبيا [B] [C]              |          | 3 / 3    | 3                  |          |

## روابط خارجية
- الموقع الرسمي لجامعة فالي (بالإسبانية)
- الموقع الرسمي لجامعة فالي (بالإنجليزية)